# Henning Hauger
Henning Hauger (Bærum, 17 juli 1985) is een Noors voetballer die speelt als controlerende middenvelder. Hij staat sinds 2013 onder contract bij de Zweedse club IF Elfsborg.

## Interlandcarrière
Hauger speelde 23 interlands voor het voor de nationale ploeg van Noorwegen. Onder leiding van bondscoach Åge Hareide maakte hij zijn debuut op 25 januari 2006 in de vriendschappelijke wedstrijd tegen Mexico, net als Petter Vaagan Moen (SK Brann Bergen), Trond Erik Bertelsen (Fredrikstad FK) en Espen Olsen (Hamarkameratene). Noorwegen verloor het oefenduel met 2-1. Hauger kwam na 45 minuten in het veld voor Magne Hoseth.

## Erelijst
Stabæk IF
- Tippeligaen

2008
 IF Elfsborg
- Beker van Zweden

2014